# Gala (rivista francese)
Gala è una rivista francese con cadenza settimanale, appartenente al gruppo editoriale Prisma Media, filiale francese della tedesca Bertelsmann.
Fondata nel 1993 per iniziativa di Axel Ganz, è indirizzata soprattutto ad un pubblico femminile di livello culturale medio-alto, presentando notizie relative alle celebrità o approfondimenti su moda, cucina, gastronomia e turismo.